# منطقه نریمانوف

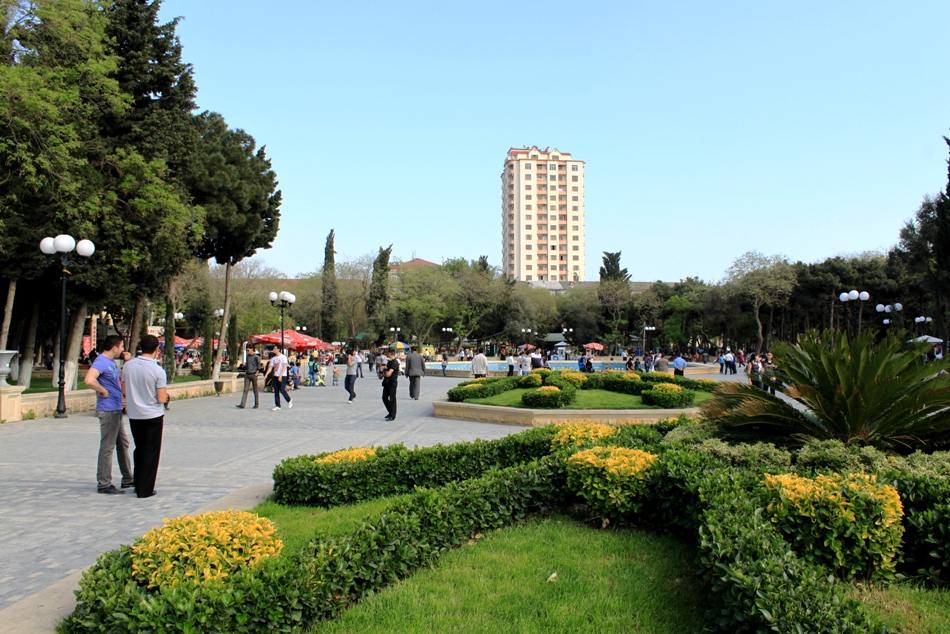
یک پارک در رایون نریمانوف

نریمانوف (به لاتین: Nərimanov) یک منطقه مسکونی و رایون در جمهوری آذربایجان است که از توابع شهر باکو به‌شمار می‌رود. نریمانوف یکی از مناطق اداری شهر باکو است و ۱۶۲۵۰۰ نفر جمعیت دارد. این ناحیه ۲۴.۵ کیلومتر مربع مساحت دارد. 

## تاریخچه
ناحیه نریمانوف در سال ۱۹۴۱ تأسیس شد. در ژانویه سال ۱۹۴۱، کمیته اجرایی شورای کارگری ناحیه کشله در منطقه کشله تأسیس شد و در اوت سال ۱۹۵۷ نام کشله تغییر نام یافت و به کمیته اجرایی شورای معاونان ناحیه نریمانوف تغییر نام داد. در دسامبر سال ۱۹۵۹، منطقه درژینسکی برچیده شد و محدوده آن در ژانویه ۱۹۶۰ در ناحیه نریمانوف گنجانده شد. از ۲۷ اوت ۱۹۵۷ تا ۶ اکتبر ۱۹۷۷ کمیته اجرایی اتحاد جماهیر شوروی سوسیالیستی معاونین کارگری منطقه نریمانوف و مجدداً از ۷ اکتبر ۱۹۷۷ تا ۱۷ اکتبر ۱۹۹۱ به عنوان نمایندگان مردم کمیته اجرایی شورای ناحیه نریمانوف فعالیت کرد. مطابق مصوبه رئیس‌جمهور جمهوری آذربایجان به‌تاریخ ۱۸ اکتبر ۱۹۹۱، شورای ناحیه نمایندگان مردم نریمانف برچیده شد و در عوض، اداره اجرایی ناحیه نریمانوف از ۲۰ نوامبر ۱۹۹۱ تأسیس شد و آغاز به فعالیت کرد.

## جغرافیا
این ناحیه به‌طور کامل محدوده شهری است و هیچ دهکده و روستایی در ناحیه نریمانوف وجود ندارد. 

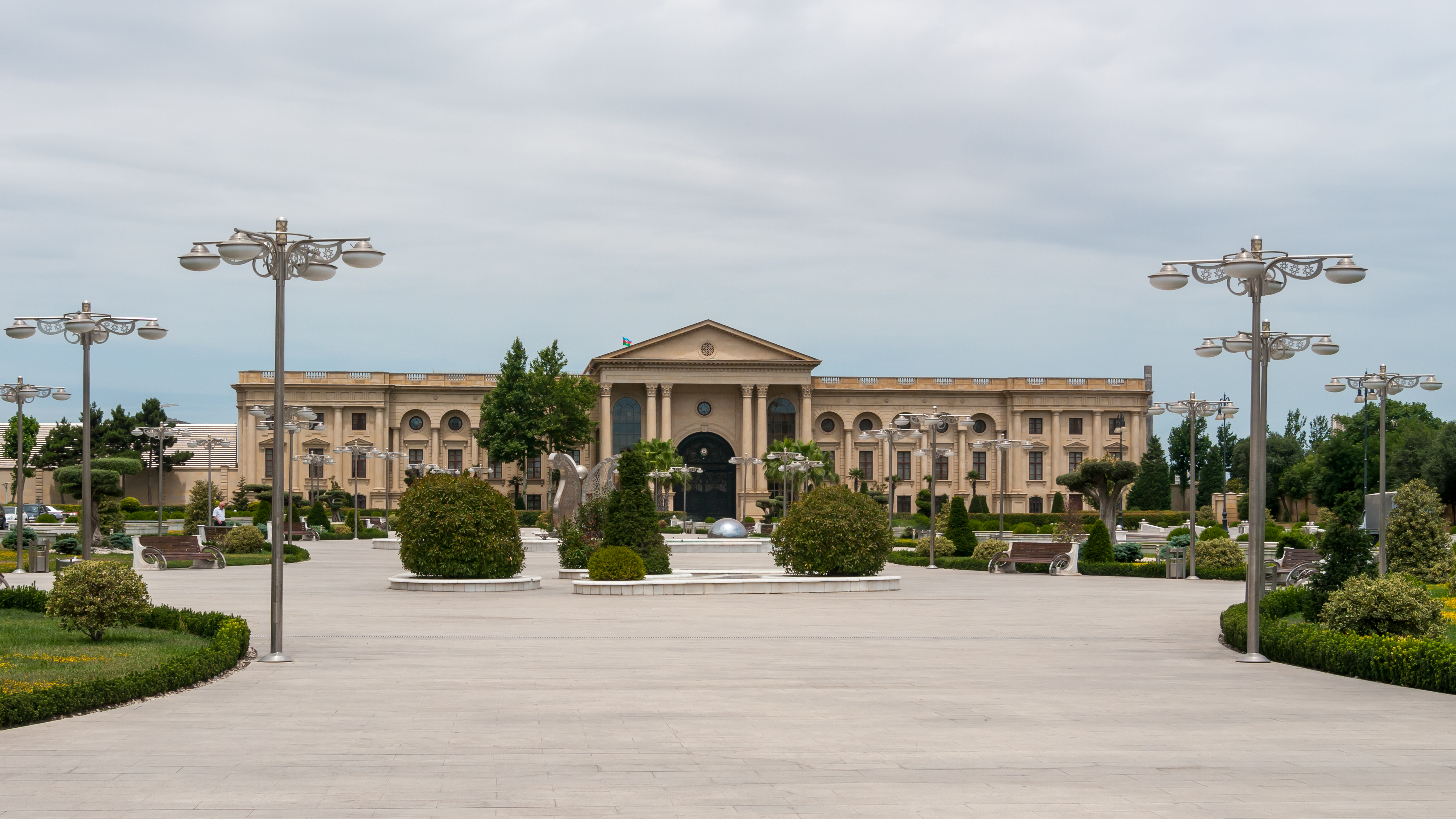
کاخ ریاست جمهوری جدید

کاخ ریاست جمهوری، مرکز همایش های باکو و باغ وحش باکو در این ناحیه واقع شده‌اند.